# Kutemainen (sjö i Laukas, Mellersta Finland)
Kutemainen är en sjö i kommunen Laukas i landskapet Mellersta Finland i Finland. Sjön ligger 99,8 meter över havet. Arean är 59 hektar och strandlinjen är 4,67 kilometer lång. Sjön  ingår i Kymmene älvs huvudavrinningsområde.   Den ligger omkring 36 kilometer nordöst om Jyväskylä och omkring 270 kilometer norr om Helsingfors. 